# Hugo René Rodríguez
Hugo René Rodríguez Corona (Torreón, 1959. március 14. – ) mexikói válogatott labdarúgó. 

## Pályafutása

### Klubcsapatban
1975 és 1978 között a CF Laguna labdarúgója volt. 1978 és 1979 között a Deportivo Neza, 1979 és 1980 között a CD Guadalajara csapatában játszott. 1980–81-ben az Atletas Campesinos, 1982 és 1986 között a Deportivo Toluca játékosa volt.

### A válogatottban
1978-ban 2 alkalommal szerepelt az mexikói válogatottban. Játszott az 1977-es ifjúgági világbajnokságon, ahol döntőbe jutottak és részt vett az 1978-as világbajnokságon is.